# Taleesa
Emanuela Gubinelli (Matelica, 19 de novembro de 1960) é uma cantora italiana. Ao longo de sua carreira, ela adotou vários nomes artísticos: Marina Lai (3 singles, até 1984); Ross (1 single); Angie Starr (2 singles, 1991-1992); Donna Luna (3 singles, 1990 a 1992); Emanuella (1 single, 1992); Karin Rex (1 single, 1991); Mandy Gordon (1 single, 1991); Paula March (1 single, 1992); Talysha (1 single, 1991) -  sendo o mais conhecido deles Taleesa.
Como Taleesa ela cantava músicas do gênero eurodance, e tornou-se mundialmente famosa com a música Because the Night, em que cantou ao lado da dupla CO.RO.. A canção fez sucesso em vários países da Europa e América do Sul, alcançando o 1º lugar na Espanha e o top 10 na Bélgica, França, Grécia e Itália, e vendendo mais de 660.000 cópias em todo o mundo. A canção There's Something Going On também teve um bom desempenho.

## História
Como "Marina Lai"
Utilizando-se o pseudônimo de Marina Lai, em 1977, ela venceu o Festival di Castrocaro. A esta vitória seguir-se-ão inúmeras participações em emissões de rádio e televisão acompanhadas pelo lançamento de vários compactos 45 RPM bem sucedidos. Ela emprestou sua voz para jingles de comerciais de televisão, como Postal Market. Em 1982 esteve no Festival de Sanremo onde interpretou a música "Centomila Amori Miei". A música, mesmo que não tenha chegado à final, teve um bom sucesso de vendas.
Como "Manuela"
A partir da segunda metade dos anos oitenta deixou de lado o pop italiano e dedicou-se à dança e ao techno-dance, e adotando o pseudônimo de "Manuela".
Como "Manuela", ela cantou músicas como "I'm Crazy For You" e "Love For Free" (1988), que foram muito bem nas paradas de ítalodisco.
Fez ainda alguns trabalhos como musicista de sessão, emprestando a sua voz a vários projectos de dança, entre os quais Morena, para a qual grava 7 singles, Ann Sinclare e Linda Ross.
Em 1990, colaborou na composição das canções I say yeah e Keep on jammin de Stefano Secchi.
Nos mesmos anos, participa como backing vocal nos discos de Cristiano De André (1987 e 2001), Franco Fasano (Un cielo che non sai), Jo Squillo (Movimenti), Patrizia Bulgari (Il bar degli arrivisti) e Papa Winnie (One Blood One love). Em 1987, ele cantou backing vocals em Den Harrow's Day by Day.
Como "Taleesa"
Em 1992 mudou seu nome artístico para Taleesa. Foi neste ano que conheceu a dupla CO.RO. (Emanuele Cozzi e Maurizio Rossi), que queria gravar a canção "Master and Servant", originalmente do Depeche Mode. A vocalista que eles tinham encontrado nao havia agradado eles, então pediram a Taleesa, que já havia trabalhado com Maurizio Rossi em um single chamado "I Say Yeah", para fazer uma audição.
Para fazer um aquecimento vocal, ela começou a cantar a música "Because the Night", originalmente lançada por Patti Smith. Emanuele Cozzi e Maurizio ficaram impressionados com sua voz e como resultado resolveram deixar de lado a música do Depeche Mode e gravar Because the Night, lançada em 1992 e que fez grande sucesso na Europa. Taleesa foi convidada há participar em algumas faixas do álbum que seria lançado por eles. Ela ainda participou da faixa "I Break Down and Cry", "There's Something Going On" (cover da cantora Frida) e "4 Your Love".
Sendo requisitada por diversos produtores, também em 1993 ela gravou com Stefano Secchi, a música "A Brighter Day", cover da música "Una storia importante" de Eros Ramazzotti, que fez imenso sucesso nas rádios e pistas de dança.
No verão de 1993, ele iniciou uma colaboração com Aladino para o single Make It Right Now. Novamente com Aladino participa nas canções Brothers in the Space, editadas no outono/inverno 1993/1994 e considerada uma das canções mais importantes dos anos noventa, e em Call My Name.
No outono de 1994, Taleesa iniciou sua carreira solo e o single I Found Luv foi lançado. Em dezembro do mesmo ano participou da criação da canção natalina para Radio Deejay Radio Deejay 4 Christmas - Song for You.

## Discografia
- 1979 - Io vivo/Mi manchi un po' (como "Marina Lai")
- 1982 - Centomila amori miei/Mi piaci di più (como "Marina Lai")
- 1984 - Vola/Romantico animale (como "Marina Lai")
- 1985 - Dancing in paris (como "Angel")
- 1987 - I'm crazy for you (como "Emanuela Gubinelli")
- 1987 - Love for free (como "Emanuela Gubinelli")
- 1989 - Touch my heart (como "Angel")
- 1990 - I will never try to change you (como "Donna Luna")
- 1990 - Fire (como "Powerband")
- 1991 - Come on come on (como "Donna Luna")
- 1991 - Everibody my be wrong (como "Citizen Kane")
- 1991 - Baby i'm sorry (como "Giselle")
- 1991 - Leave me alone (como "Licia")
- 1991 - let my try again (como "Jackie Moore")
- 1991 - Hold me in your arms (como "Karin Rex")
- 1991 - Hold me please (como "Angie Starr")
- 1991 - Living for love (como "Talysha")
- 1991 - Tokyo night (como "Mandy Gordon")
- 1991 - Baby don't stop (como "8 a.m.")
- 1991 - Chica Boom (como "Mio Tipo")
- 1991 - Baby i'm sorry (como "Giselle")
- 1991 - When i'm with you (como "Lilac")
- 1991 - Tokyio night (como "Mandy Gordon")
- 1992 - Me and you (como "Helen k")
- 1992 - Love me do (como "Angie Sue")
- 1992 - i promise My Heart (como "Ross")
- 1992 - Can do it forever (como "Virgin")
- 1992 - Tell me I'm on the one (como "Virgin")
- 1992 - Baila macho (como "Paula Marsch")
- 1992 - If I can't have you (como "Donna Luna")
- 1992 - Just in time (como "Angie Starr")
- 1992 - Satisfied (como "Emanuella")
- 1992 - Save your love (como "Skin Deep")
- 1993 - You're so crazy (como "Virgin")
- 1994 -  Promise (como "No Name")
- 1994 -  Shy boy (como "Dolly")
- 1995 -  Don't Drop me (como "Ann Sinclare")
- 1995 -  Piece of my heart (como "She's An Rebel")
- 1996 -  Love and Fire (como "Ann Sinclare")
- 1996 -  Run 4 fun (como "Dolly")
- 1996 -  Feelin Blue (como "Jilly")
- 1996 -  Sexy Lady (como "Jilly")
- 1996 -  Light my fire (como "Linda Ross")
- 1996 -  Suit case sally (como "Sally Rendell")
- 1996 -  Heart of Stone (como "Leslie Parrish")
- 1996 -  Sexy Shok (como "Anika")
- 1996 -  Made in italy (como "Gipsy & Queen")
- 1997 -  Like ah rainbow (como "Ann Sinclare")
- 1997 -  Eternity (como "Linda Ross")
- 1997 -  Let the music take control (como "Serena")
- 1998 -  Riding in the sky (como "Linda Ross")
- 1998 -  In the name of passion (como "Anika")
- 1998 -  Kiss kiss kiss me (como "Vanessa")
- 1999 -  I wanna go (como "Ann Sinclare")
- 2000 -  Hi go (como "Vanessa")

Como "Taleesa"
- 1992 - CO.RO. featuring Taleesa Because the Night
- 1992 - Stefano Secchi featuring Taleesa We are easy to love
- 1993 - Stefano Secchi featuring Taleesa A brighter day
- 1993 - CO.RO. There's something going on
- 1993 - CO.RO. 4 your love
- 1993 - Aladino. featuring Taleesa Make it right now
- 1993/94 - Aladino. featuring Taleesa Brothers In The Space
- 1994 - Aladino. featuring Taleesa Call My Name
- 1994 - I found luv
- 1995 - Burning up
- 1995 - Let me be
- 1996 - Falling in love
- 1996 - I wanna give
- 1996 - Jambalaya (on the Bayou)
- 1997 - Internet love
- 1998 - you and me
- 1998 - kisses kisses, bye bye
- 1998 - Beach boy
- 2000 - De La Cruz featuring Taleesa Listen to my heart
- 2000 - De La Cruz featuring Taleesa My love is a DJ*
- 2002 - De La Cruz featuring Taleesa there's no right*
- 2003 - De La Cruz featuring Taleesa in my mind
- 2003 - over you
- 2005 - Dj Stefy featuring Taleesa The promise you made
- 2005 - De La Cruz featuring Taleesa where you belong
- 2009 - Javi Crecente featuring Taleesa in my mind
- 2009 - muthagroove featuring Taleesa My body and soul

Como "Morena"
- 1992 - Open your heart
- 1992 - Everyday
- 1993 - Stop me
- 1994 - Got to feel it
- 1996 - FAITH FULL
- 1996 - mUSIC TAKES MY BREATH AWAY
- 1997 - ready for love

Como "Angel"
- Singles
  - 1985 - Dancing in Paris (que pasa)
  - 1989 - Touch my heart

Como "Bella & Blue"
- Singles
  - 1991 - Magic
  - 1991 - Toy joy my boy
  - 1992 - A reason to love